# Statuaire cultuel de la Mésopotamie
Le Statuaire cultuel de la Mésopotamie est un ensemble de représentations anthropomorphiques symbolisant des divinités mésopotamiennes et façonnées en ronde-bosse. Les statues de culte mésopotamiennes reproduisent dans la matière, des figures de fidèles ou de souverains, puisque dans le cadre performatif de rituels religieux, ces derniers personnifient normalement des dieux spécifiques (p. 104-105). Pour les mésopotamiens, la valeur des statues de culte dépassait la simple représentation. En effet, les fidèles croyaient en la réelle incarnation divine dans la matière sculptée, assurant ainsi la présence de la divinité dans l’espace physique environnant (p. 172). Le temple était d’ailleurs considéré comme la demeure du dieu auquel il était associé, y limitant l’accès au prêtre et à la prêtresse dévoués à son culte (p. 192). Chacune de ces statues bénéficie généralement d’un emplacement spécifique dans le lieu de culte. Au sein d’une cavité murale du sanctuaire, généralement située à l’opposé de l’entrée du temple (p. 172), se trouve la cella (p. 7) . Les statues cultuelles sont vénérées dans les différents lieux de culte, soit par l’offrande de victuailles ou de tributs, soit en incarnant un pont entre les divinités qu’elles évoquent et les croyants vouant un culte à celles-ci (p. 7) . Les statues de culte n’ont toutefois pas été préservée. C'est l’étude des textes de l’époque qui a révélé la description d’une multitude de ces statues et précisé les matériaux utilisés pour les façonner (p. 186-187). 

## Conception des statues

### Matériaux utilisés
Les sites d’excavation explorant les vestiges mésopotamiens ont révélé une certaine diversité des matériaux composant les fragments de statues découverts sur place : la stéatite (p. 12), le cuivre fondu (p. 13), l'albâtre (p. 14), l'argent, le calcaire (p. 16), la diorite (p. 17), le bois et l'or (p.187). De plus, la terre cuite, le bronze et l'or (p. 16-17-18) semblent avoir été utilisés pour façonner des modèles réduits de statues de grande taille érigées dans les lieux de culte (p. 16-17). Certaines statues présentaient des particularités intéressantes. Par exemple, la découverte de la « déesse au vase jaillissant » dans le palais royal de Mari, a révélé le plus vieil exemple de statue s'intégrant à un système de canalisation pouvant faire jaillir un liquide par l’ouverture du vase porté par la divinité représentée (p. 20).

### Animation de la déité
À la suite de sa fabrication, une statue de culte dédiée à une divinité est l’objet de rituels permettant une transformation de la sculpture de pierre en véritable manifestation d’une déité. Ce rite de passage nommé mîs pî, (lavage buccal), effectué par un spécialiste des rites facilite le déplacement du dieu entre le monde spirituel et le monde matériel (p.76). Il s’agit également d’un rite purificateur, puisque la bouche de la statue est nettoyée, libérant conséquemment le monument de ses impuretés. La communication entre le divin et les mortels est alors facilité par cette préparation. Le roi est habituellement impliqué dans le rituel, ainsi que des animaux, des objets sacrés, un homme ordinaire, puis des prêtres. Le jour suivant cette pratique, un second rite est nécessaire avant qu’il soit possible pour la statue de prendre place au sein de sa demeure. Il implique « l’ouverture de la bouche » de la statue, fondamentale à l’octroi des aptitudes requises aux fonctions de déité, telles manger, boire et sentir les odeurs. L’acquisition de ces sens permettront aux dieux de pouvoir jouir des offrandes qu’ils reçoivent de leurs servants. À l’issue de ces cérémonies, la consécration est complète seulement dans l’éventualité où la divinité représentée par la statue accepte l’image qui lui est offerte et se l’approprie. En endossant la matière de cette façon, la déité est par conséquent personnifiée par la statue lors des rituels du temple. C’est cette caractéristique du divin qui habite réellement la matière dans l’imaginaire des mésopotamiens qu’ils en viennent à croire que les dieux quittent la ville et les abandonnent lorsqu’un temple est détruit (p.77).

## Culte statuaire

### Au sein du temple
Les prêtre de l’époque traitaient les statues avec un grand honneur. (p. 172). Chaque matin, celui-ci prenait soin d’accomplir des rituels d’ouverture de la bouche et des yeux afin de les animer (p.187). Ensuite, il lavait les statues et les habillait de vêtements propres.Puis, après avoir ouvert les portes du temple aux fidèles, le prêtre présentait des offrandes alimentaires aux statues de culte. La nourriture était placée sur une table avec le couvert nécessaire au repas. Les victuailles ainsi offertes étaient de la meilleure qualité possible, puisque digne d’une bombance divine. Dès que la table était complètement dressée avec tous les plats, on refermait un rideau de lin sur la section occupée par la table, dans le but d'allouer aux dieux une certaine intimité pendant qu’ils s’affairaient à consommer l’essence spirituelle de l’offrande. Au même moment, des musiciens prenaient soin d’accompagner le repas divin de musique et des fidèles brûlaient de l’encens. Une fois le repas terminé, les rideaux étaient ouverts afin de de vider la table, puis on les fermait à nouveau pendant qu’on nettoyait les statues une fois de plus. La nourriture utilisée de la sorte, deux fois par jour, fournissait, à l’issue de la journée, les vivres pour les prêtres, leur famille et et tout autre membre du personnel cultuel du temple (p. 172).

### Les statues dans les festivals religieux
Le statuaire cultuel de la Mésopotamie participait également des festivités entourant les fêtes religieuses. Dans le cadre de festivals annuels célébrant la nouvelle année d’une déité donnée ou lors de la visite d’un dieu à un autre, les statues représentant les dieux concernés étaient exposées publiquement. Pour ce faire, elles étaient transportées à l’aide de sanctuaires portables jusqu’au lieu de culte d’une autre divinité. La procession ainsi faite de ces statues fournissait aux gens du peuple, l’opportunité de les voir et d’expérimenter par le fait même, la présence divine parmi eux (p. 173). Les festivités entourant la nouvelle année d’Akitu, un festival mésopotamien majeur au sein duquel des statues étaient impliquées, illustrent parfaitement cet usage. En effet, cette célébration glorifiant le triomphe de l’ordre divin sur le chaos lorsque les dieux ont créé le monde, mettait en scène les statues de culte de divers dieux (p. 174). Par exemple, un des rituels répétés lors de chaque édition annuelle consistait à faire converger les statues cultuelles des villes importantes environnante vers Babylone, tel un pèlerinage impliquant les représentations divines. Cette pratique fournissait une occasion pour tout le panthéon de venir honorer le dieu Marduk, roi de tous les dieux. Le festival se concluait avec une procession de statues rituelle. À cet effet, le statuaire porté sur des chariots progressait vers bit akitu'’ (la maison du nouvel an), longeant l’artère principale de la ville avec la statue de Marduk en tête du cortège. De chaque côté de la route, les croyants se prosternaient en adoration pour les dieux. Les statues ainsi déplacées séjournaient quelques jours à destination, puis retournaient à Esagil, le temple de Marduk, avant de se diriger vers leurs villes d’origine respectives (p. 175)

### Relation entre les dieux et le peuple
Afin de s’assurer que la relation entre les fidèles et les dieux qu’ils vénéraient se maintenait de façon stable et constante, des statues représentant des fidèles absorbés dans la prière étaient également installées dans le temple en tout temps. Cette pratique permettait une perpétuelle présence symbolique des deux parties à l’intérieur du temple ; les dieux octroyant leurs bénédictions et les croyants adorant leurs dieux continuellement. Ainsi, il y a rehaussement et maintien de la relation entre le divin et les croyants (p. 172).

## Taille des statues
Selon Agnès Spycket, malgré l’existence de statuettes cultuelles mésopotamiennes dont la hauteur varie entre vingt et trente centimètres, il est fort probable que la vénération cultuelle publique se soit dirigée uniquement envers les statues pleine grandeur des temples, puisque pour les mésopotamiens, la taille des représentations divines était relative au pouvoir que possédait la divinité qui y était rattachée (p. 11). Ces statuettes moins impressionnantes par leur taille appartenaient à des fidèles qui les posaient sur des banquettes dont les murs du sanctuaire étaient ornés (p. 12).

## La cella
Selon l’analyse des données obtenues par l’excavation et la prospection des sites archéologiques mésopotamiens, Agnès Spycket déduit qu'une altération cultuelle est apparue, à partir de la IIIe dynastie d’Ur, puisqu’elle remarque un bouleversement dans la conception architecturale des vestiges étudiés. Elle note d'ailleurs que « [...] l’approche de la partie la plus sacrée du sanctuaire changea radicalement, offrant une perspective directe du podium mural dont on a toujours supposé qu’il servait de piédestal à la statue divine » (p. 5). En effet, la cella qui abrite l’effigie divine subit un changement conceptuel. De l’époque archaïque sumérienne à l’époque néo-sumérienne, cette dernière prenait la forme d’une cellule en forme de rectangle bâtie sur la longueur, dont l’arrière était aménagé d’une plate-forme, tantôt agrémentée d’une alcôve, où la statue divine reposait. Toutefois, à partir de la IIIe dynastie d’Ur, la cella’’, se lie habituellement à une ante-cella’', à une cour, ou aux deux et se transforme en chambre rectangulaire conçue plutôt sur la largeur. Cette dernière configuration permet alors à l’alcôve ou la plate-forme du mur du fond d’être appréciée depuis la cour et suggère que les statues qui y reposaient avaient une taille impressionnante. Une telle disposition permet à une assistance de fidèles importante d’observer le développement des rituels se déroulant dans le sanctuaire trop petit pour accueillir une telle assemblée (p. 10).